# Димитър Аврамов (комунист)
Вижте пояснителната страница за други личности с името Димитър Аврамов.
Димитър Аврамов Жежов е български комунист.

## Биография
Димитър Аврамов е роден в 1888 година в Смилево, Битолско в Османската империя, днес Северна Македония. Завършва българската гимназия в Битоля. В 1911 година емигрира в България и с установява в Пловдив. При избухването на Балканската война в 1912 година е доброволец в Македоно-одринското опълчение и служи в щаба на 4 битолска дружина. Носител е на бронзов медал. През Първата световна война е запасен подпоручик в Шестдесети пехотен полк.
Става член на Българската комунистическа партия. От 1920 година работи като учител по математика в Плевенската мъжка гимназия. Участва в дейността на Учителската комунистическа организация и на Емигрантския комунистически съюз. В 1923 година участва в Юнското въстание в Плевен. Заловен е и уволнен. От 1923 година е секретар на Плевенския окръжен комитет на БКП. Арестуван е след Атентата в църквата „Света Неделя“ и убит в Дирекцията на полицията. Преди убийството му е предаден на ВМРО, като Петър Шанданов и членът на ЦК на ВМРО Георги Попхристов се застъпват за неговото изпращане в Смилево, като бъдещ деец на организацията, поради високото му обществено положение сред македонците. Без тяхно знание Димитър Аврамов е екзекутиран от Петър Станчев по нареждане на Иван Михайлов.